# Kayentachelys
Kayentachelys là một chi rùa tuyệt chủng từ đầu kỷ Jura ở vùng bắc Arizona. Kayentachelys dài khoảng 0,5 m (1,6 ft) và rộng 0,6 m (2,0 ft). Nó sống trong một môi trường bị chi phối bởi các con suối và cồn cát.